# Acanthize mignon
Acanthiza pusilla
Espèce
Statut de conservation UICN

 LC  : Préoccupation mineure
L'Acanthize mignon (Acanthiza pusilla) est une espèce de passereaux appartenant à la famille des Acanthizidae.

## Répartition
Cet oiseau vit à l'est et au sud-est de l'Australie ainsi qu'en Tasmanie.

## Description
C'est un oiseau de petite taille (10 cm).

## Alimentation

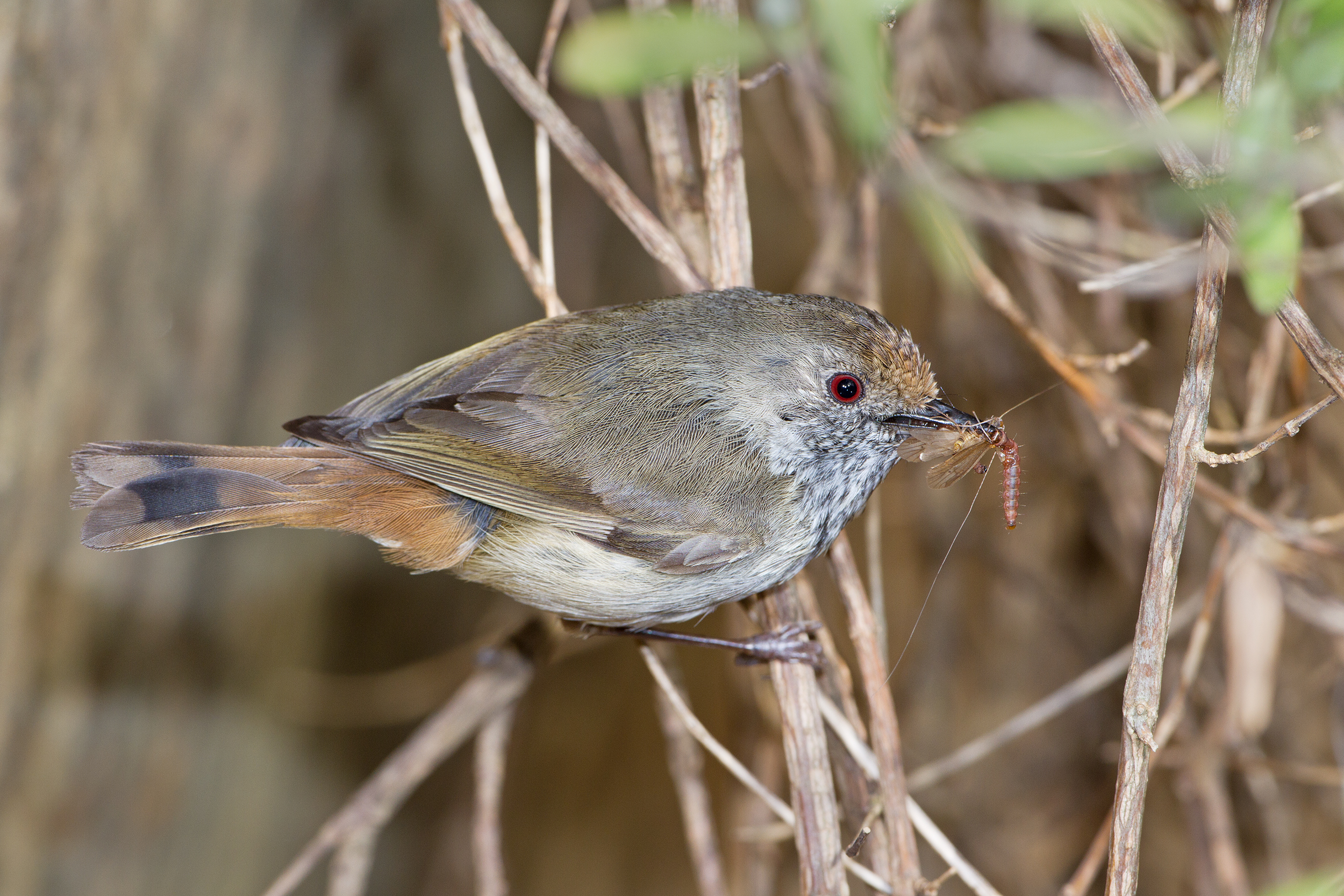
Une acanthize mignon avec au moins trois sortes d'insectes dans le bec, en Tasmanie, Australie. Novembre 2011.

Cette espèce se nourrit essentiellement d'insectes.

## Sous-espèces
D'après Alan P. Peterson, il existe cinq sous-espèces :
- Acanthiza pusilla dawsonensis A.G. Campbell, 1922 ;
- Acanthiza pusilla diemenensis Gould, 1838 ;
- Acanthiza pusilla magnirostris A.J. Campbell, 1903 ;
- Acanthiza pusilla pusilla (Shaw) 1790 ;
- Acanthiza pusilla zietzi North, 1904.